# Кумане (Источни Стари Град)
Кумане је насељено мјесто у општини Источни Стари Град, Република Српска, БиХ. Према попису становништва из 1991. у насељу је живјело 4 становника.

## Становништво
| Демографија | Демографија | Демографија |
| Година      | Становника  | Становника  |
| ----------- | ----------- | ----------- |
| 1961.       | 126         |             |
| 1971.       | 29          |             |
| 1981.       | 0           |             |
| 1991.       | 3           |             |